# ISO 3166-2:AO
ISO 3166-2:AO is een ISO-standaard met betrekking tot de zogenaamde geocodes. Het is een subset van de ISO 3166-2 tabel, die specifiek betrekking heeft op Angola. 
De gegevens werden tot op 27 november 2015 geüpdatet op het ISO Online Browsing Platform (OBP). Hier worden 18 provincies -  province (en) / province (fr) / província (pt) - gedefinieerd.
Volgens de eerste set, ISO 3166-1, staat AO voor het land, het tweede gedeelte is een drieletterige code.

## Codes
| Code   | Naam           |
| ------ | -------------- |
| AO-BGO | Bengo          |
| AO-BGU | Benguela       |
| AO-BIE | Bié            |
| AO-CAB | Cabinda        |
| AO-CNN | Cunene         |
| AO-HUA | Huambo         |
| AO-HUI | Huíla          |
| AO-CCU | Kuando Kubango |
| AO-CNO | Kwanza Norte   |
| AO-CUS | Kwanza Sul     |
| AO-LUA | Luanda         |
| AO-LNO | Lunda Norte    |
| AO-LSU | Lunda Sul      |
| AO-MAL | Malange        |
| AO-MOX | Moxico         |
| AO-NAM | Namibe         |
| AO-UIG | Uíge           |
| AO-ZAI | Zaire          |